# Полещук, Александр Фёдорович
Александр Фёдорович Полещук (род. 30 октября 1953, Черемхово, Иркутская область) — российский космонавт, Герой Российской Федерации (1993). Совершил единственный 179-дневной полёт в космос на корабле «Союз ТМ-16» (24 января — 22 июля 1993, 13-я основная экспедиция на орбитальную станцию «Мир»). Позывной — «Вулкан-2».

## Биография
Александр Полещук родился 30 октября 1953 года в городе Черемхово Иркутской области. В школьные годы проявлял интерес к точным наукам, особенно к математике. Занимался авиамоделированием, читал научно-популярные журналы, в том числе «Юный техник» и «Квант». Прошёл обучение в заочных математических школах при физтехе МГУ и механико-математическом факультете МГУ.
С раннего возраста увлекался чтением, записался в библиотеку в пятилетнем возрасте. Также окончил музыкальную школу по классу баяна и занимался самбо. После окончания средней школы поступил в Московский авиационный институт, где получил высшее техническое образование.
Интерес к космонавтике сформировался в студенческие годы, в период занятий в аэроклубе. Мечтал попасть НПО «Энергия», созданное Сергеем Королёвым. По распределению в 1977 году был направлен именно туда. И далее проработал инженером 12 лет.  Занимался отработкой инструментов и технологий внекорабельной деятельности космонавтов (работы в открытом космосе).
В 1982 году проходил подготовку к зачислению в 7-й набор космонавтов НПО «Энергия», в последующие годы регулярно проходил повторные обследования для допуска к спецтренировкам; семь лет спустя, в 1989 году, был зачислен кандидатом в 10-й набор космонавтов НПО «Энергия». Получил квалификацию космонавта-исследователя 1 февраля 1991 года, тренировался для полётов на «Союз-ТМ» и «Мире». В июле 1992 — бортинженер дублирующего, российско-французского экипажа «Союз ТМ-15». С сентября 1992 года — бортинженер основного экипажа планируемой 13-й основной (длительной) экспедиции на «Мир».
24 января 1993 поднялся на орбиту на «Союзе ТМ-16» (командир корабля Г. М. Манаков). 26 января «Союз ТМ-16» состыковался с боковым стыковочным узлом модуля «Кристалл», образовав крупнейшую конфигурацию «Мира» за всю его историю (общая масса свыше 90 тонн). 12-я основная экспедиция (А. Я. Соловьёв, C. В. Авдеев) покинула «Мир» 1 февраля 1993. 4 февраля 1993 космонавты провели эксперимент «Знамя» по развёртыванию 20-метрового отражателя. 19 апреля 1993 Полещук и Манаков вышли в открытый космос для монтажа приводов ориентации солнечных батарей модуля «Квант». Второй выход, также для развёртывания солнечных батарей, Полещук совершил 18 июня.
4 июля 1993 к «Миру» пристыковался «Союз ТМ-17» (А. А. Серебров, В. В. Циблиев, Жан-Пьер Эньере). 22 июля 1993 Полещук, Манаков и Эньере благополучно возвратились на Землю.
Стал последним космонавтом, получившим за полёт новое жильё.
С апреля 1994 года по март 1995 года проходил подготовку в качестве бортинженера третьего (резервного) экипажа космического корабля «Союз ТМ-21» по программе 18-й основной экспедиции на борт ОК «Мир». Одновременно до апреля 1995 года проходил подготовку в качестве бортинженера второго экипажа 18-й основной экспедиции на борт ОК «Мир». 10 апреля 1995 года решением ГМК был отстранён от подготовки по состоянию здоровья. С марта 1999 года проходил подготовку по программе МКС в составе группы космонавтов.
С 2002 года является начальником 293-го отдела НПО «Энергия» (по внекорабельной деятельности).
21 февраля 2002 года решением Многосторонней комиссии по операциям экипажей был назначен командиром второго (дублирующего) экипажа 9-й экспедиции на МКС. Приступил к подготовке в апреле 2002 года, но 20 января 2003 года решением ГМК был признан временно не годным к подготовке по состоянию здоровья. В тот же день был отстранен от подготовки к полету и выведен из экипажа. 25 марта 2004 года приказом президента РКК «Энергия» уволен с должности космонавта-испытателя по выслуге лет.
Доверенное лицо Владимира Путина на президентских выборах 2024 года.
Активный радиолюбитель, позывной RV3DP.
Статистика
| # | Стартовый корабль | Старт, UTC        | Экспедиция         | Корабль посадки | Посадка, UTC      | Налёт                        | Выходы в открытый космос | Время в открытом космосе |
| - | ----------------- | ----------------- | ------------------ | --------------- | ----------------- | ---------------------------- | ------------------------ | ------------------------ |
| 1 | Союз ТМ-16        | 24.01.1993, 05:58 | Союз ТМ-13, Мир-13 | Союз ТМ-16      | 22.07.1993, 06:41 | 179 суток 00 часов 43 минуты | 2                        | 09 часов 58 минут        |
|   |                   |                   |                    |                 |                   | 179 суток 00 часов 43 минуты | 2                        | 09 часов 58 минут        |

## Награды
- Герой Российской Федерации (Указ Президента Российской Федерации от 23 июля 1993 года № 1061)
- Лётчик-космонавт Российской Федерации (Указ Президента Российской Федерации от 23 июля 1993 года № 1060)
- Медаль «За заслуги в освоении космоса» (12 апреля 2011 года) — за большие заслуги в области исследования, освоения и использования космического пространства, многолетнюю добросовестную работу, активную общественную деятельность[6]
- Медаль Алексея Леонова (Кемеровская область, 2015) — за два совершённых выхода в открытый космос[7]
- Офицер Национального ордена «За заслуги» (Франция, май 1998).